# Chrystus przed Kajfaszem (fresk Giotta)
Chrystus przed Kajfaszem – fresk autorstwa Giotto di Bondone namalowany ok. 1305 roku dla kaplicy Scrovegnich w Padwie.
Jeden z 40 fresków namalowanych przez Giotta w kaplicy Scrovegnich należący do cyklu scen przedstawiających życie Joachima i Anny, Marii oraz Chrystusa.

Motyw obrazu został zaczerpnięty z Ewangelii kanonicznych. Po pojmaniu Chrystusa zaprowadzono go do najwyższego kapłana, do Kajfasza, gdzie czekali na niego uczeni w Piśmie i arcykapłani. Wysoka Rada szukała świadectwa przeciw Jezusowi, wielu oskarżało go nieprawdziwie, lecz Chrystus nie odpowiadał. Odpowiedział tylko raz: 

(...) Najwyższy kapłan zapytał Go ponownie: "Czy Ty jesteś Mesjasz, Syn Błogosławionego?" Jezus odpowiedział: "Ja jestem. Ujrzycie Syna Człowieczego, siedzącego po prawicy Wszechmocnego i nadchodzącego z obłokami niebieskimi". Wówczas najwyższy kapłan rozdarł swoje szaty i rzekł: "Na cóż nam jeszcze potrzeba świadków?" (...) I niektórzy zaczęli pluć na Niego; zakrywali Mu twarz, policzkowali Go. (Mk. 14:61-64)

Giotto po raz kolejny przedstawił na jednym fresku kilka występujących po sobie motywów. Stojący pośrodku Chrystus wypowiada jedyne słowa do Kajfasza. Ten w teatralnym geście rozdziera szaty po usłyszanym bluźnierstwie. Za Jezusem stoi jeden ze sług świątynnych z podniesioną ręką. Prawdopodobnie szykuje się do zadania kolejnego policzka, ale Jezus zwraca się do niego słowami: Jeżeli źle powiedziałem, udowodnij, co było złego. A jeżeli dobrze, to dlaczego Mnie bijesz? (J.18 23). Pośrodku fresku stoi sługa w szarej szacie i trzyma na długiej tyczce pochodnię. Wydarzenia nowotestamentowe rozgrywały się w nocy. Giotto umieścił latarnię ponad głowami zebranych. Widoczny sufit z belek drewnianych jest oświetlony tym światłem – artysta rozjaśnił je nad pochodnią.